# 王伯群住宅

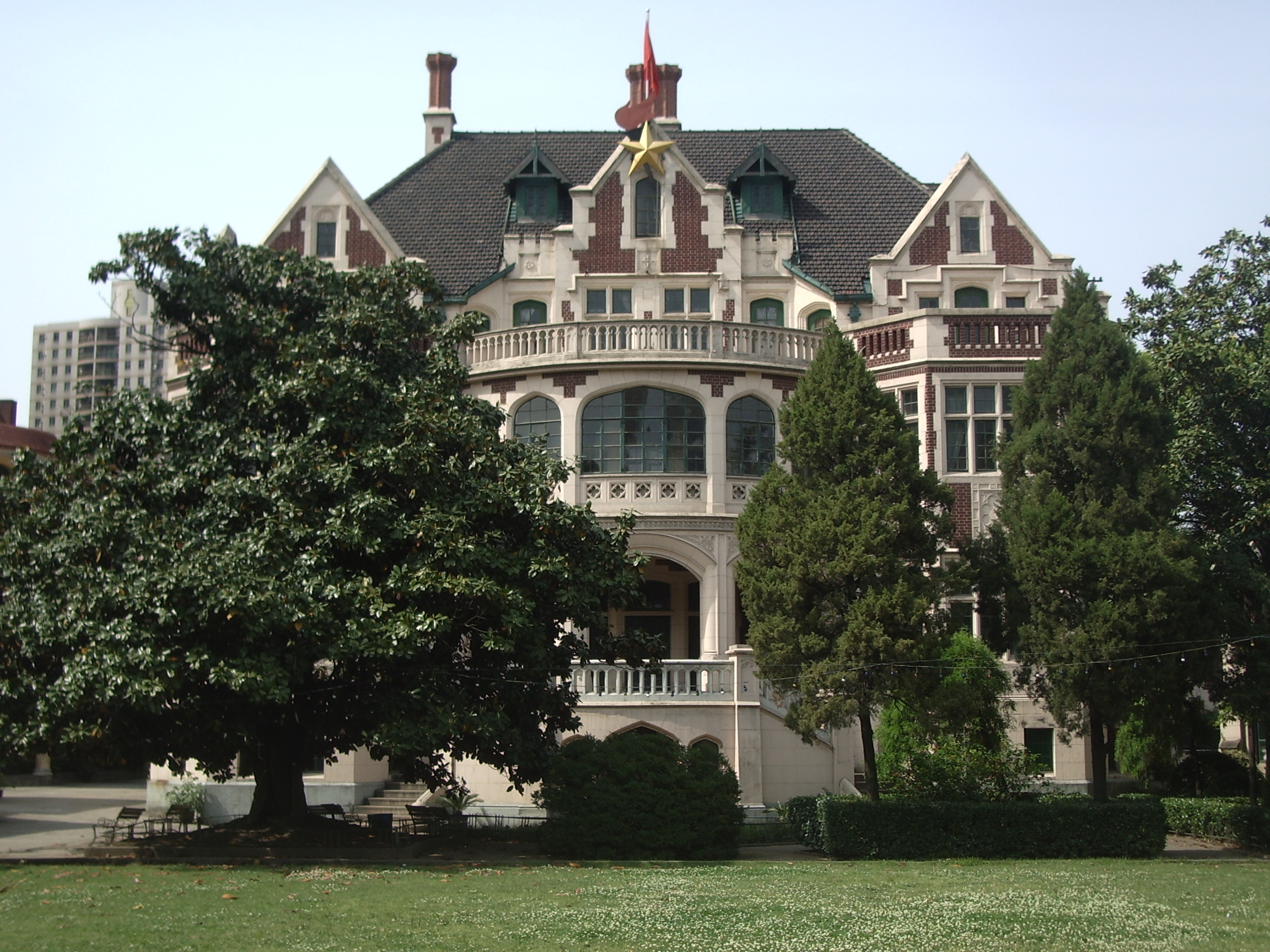
王伯群住宅

王伯群住宅（おうはくぐんじゅうたく）は、上海市長寧区愚園路1136弄31号にある建築である。ゴシック様式の邸宅で国民政府初代交通部部長を務めた王伯群の私邸である。
王伯群住宅は1930年から1934年に建設し、敷地面積は7,200㎡、建築面積は2,330㎡である。第二次上海事変以降、王伯群は出身地の貴州省に移り、この建築は汪兆銘の上海での住居だった。1960年から、王伯群住宅は長寧区少年宮として使われている。1989年に上海市文物保護単位に選ばれた。